# Giacomo Pes di Villamarina
Giacomo Francesco Pes di Villamarina (Tempio Pausania, 22 maggio 1750 – Cagliari, 25 settembre 1827) è stato un politico e militare italiano, Nobile dei Marchesi di Villamarina, Gran maestro dell’artiglieria, generale dell'esercito insignito del Collare dell'Annunziata e del titolo di Cavaliere di Gran Croce dell'ordine dei Santi Maurizio e Lazzaro, tra il 1816 e il 1818 ricoprì la carica di Viceré di Sardegna sotto il regno di Vittorio Emanuele I di Savoia.

## Biografia
Nacque a Tempio Pausania il 22 maggio 1750, figlio di Bernardino, 4º Marchese di Villamarina e di Angela Pes, all’interno di una nobile famiglia sarda. Arruolatosi nell'Armata Sarda, iniziò la carriera militare frequentando la Regia Accademia Militare di Torino, dalla quale uscì nel 1776 con il grado di sottotenente, assegnato al Reggimento fanteria di "Sardegna". Nel 1792 fu promosso maggiore del I Battaglione, e l’anno successivo assunse il comando del reggimento, alla testa del quale, il 17 aprile 1793, si distinse durante il combattimento del Colle del Perus, nella contea di Nizza. Promosso tenente colonnello, si distinse ancora nel combattimento dell’Authion (8-12 giugno 1793) dove penetrò nelle linee francesi.
Il 7 marzo 1796 divenne colonnello, assumendo il comando del reggimento il 1 ottobre dello stesso anno. Il 3 marzo 1799 fu promosso brigadiere generale, Il 24 dicembre 1802 è nominato comandante militare della piazza di Cagliari. Governatore di Sassari e Logudoro dal 1803, fu promosso maggiore generale e governatore di Cagliari il 24 dicembre 1806. Capitano generale del Regno di Sardegna dal 1805, assunse gli incarichi di Gran Ciambellano della Casa Reale e Comandante della guardia personale del Re il 18 dicembre 1807. 
Il 5 gennaio 1809 è nominato Presidente del congresso per la riforma del Regio corpo d'artiglieria, e il 2 febbraio di quello stesso anno diviene tenente generale e comandante la Divisione militare di Cagliari. Ministro di polizia nel 1810, è promosso al grado di generale di fanteria il 20 febbraio 1812.
Nel novembre dello stesso anno si distinse per aver repressione della rivolta di Palabanda, dove rischiò di essere ucciso da uno dei congiurati, Giacomo Putzolu, che ne fu dissuaso dali altri capi delle rivolta, causata dall’enorme aumento delle tasse per finanziare il soggiorno della corte sabauda a Cagliari. Essa doveva portare alla cacciata dei piemontesi dalla Sardegna, ma fu stroncata sul nascere e i principali capi, Giovanni Putzolu, Salvatore Cadeddu e Raimondo Sorgia vennero catturati, processati e condannati all’impiccagione, sentenza che fu eseguita il 13 maggio 1813. Contrario ad ogni iniziativa di grazia contro gli altri congiurati, si fece consegnare le carte del processo, che tenne presso di se fino alla data della sua morte, quando vennero date ai suoi eredi.
Dopo la fine dell’occupazione napoleonica dei territori continentali del Regno di Sardegna, e il ritorno del Re a Torino, dal 1814 al 1816 ricoprì l'incarico di Luogotenente del Viceré di Sardegna, Carlo Felice di Savoia, e poi quello effettivo di Viceré dal 10 giugno 1816 al 1818. Come tale fu istitutore del primo parco pubblico di Cagliari. Insignito del Collare dell'Annunziata nel 1815, promosso Gran Maestro dell’artiglieria nel 1816, divenne generale dell'esercito il 21 giugno 1818, ritirandosi quindi a vita privata. Nel 1827 fu insignito del titolo di Cavaliere di Gran Croce dell’Ordine dei Santi Maurizio e Lazzaro, e si spense a Cagliari il 25 settembre di quello stesso anno.

### Annotazioni
1. ↑  Secondo alcuni storici era reazionario e semi illetterato, fortemente contrario ad ogni iniziativa di grazia, e si era già distinto per la repressione delle insurrezioni del 1799 e 1801.

### Fonti
1. ↑  Rossana Poddine Rattu, Biografia dei vicerè sabaudi del Regno di Sardegna (1720–1848), Youcanprint Self-Publishing, Tricase, 2005.
2. 1 2 3 4 5 6 7 8 9 10 11 12 13 14  Tola 1838, p. 57.
3. 1 2 3 4 5 6 7 8 9 10 11 12 13 14 15 16  Ilari, Shamà 2008, p. 388.
4. ↑  Manno 1835, p. 428.
5. 1 2  Manno 1835, p. 429.
6. 1 2 3  Sergio Atzeni, Cagliari. Storia di una città millenaria, Edizioni della Torre, Cagliari, 2015.
7. 1 2 3  Tola 1838, p. 58.
8. ↑  Tola 1838, p. 59.